# Thailand vid världsmästerskapen i friidrott 2022
Thailand tävlade vid världsmästerskapen i friidrott 2022 i Eugene i USA mellan den 15 och 24 juli 2022. Thailand hade en trupp på en idrottare.

## Resultat

### Herrar
Gång- och löpgrenar
| Idrottare        | Gren        | Försöksheat | Försöksheat | Final            | Final            |
| Idrottare        | Gren        | Resultat    | Placering   | Resultat         | Placering        |
| ---------------- | ----------- | ----------- | ----------- | ---------------- | ---------------- |
| Kieran Tuntivate | 5 000 meter | 14.19,28    | 40          | Gick inte vidare | Gick inte vidare |